# 이선 엠브리
이선 엠브리(Ethan Embry, 1978년 6월 13일 ~ )는 미국의 배우이다. 주요 영화 출연작으로 《엠파이어 레코드》(1995), 《댓 싱 유 두》(1996), 《더 이상 참을 수 없어》(1998), 《스위트 알라바마》(2002) 등이 있다.

## 출연 작품

### 영화
- 영혼의 사랑 (1991)
- 귀여운 악마 (1991)
- 사랑의 크리스마스 (1991)
- 칼라하리의 모험 (1993)
- 엠파이어 레코드 (1995)
- 죽음의 컴퓨터 (1995)
- 화이트 스콜 (1996)
- 댓 싱 유 두 (1996)
- 휴가 대소동 - 라스베가스 (1997)
- 신의 전사 2 (1998)
- 더 이상 참을 수 없어 (1998)
- 크레들베이 (1998)
- 스위트 알라바마 (2002)
- 타임라인 (2003) - 조시 스턴 역
- 뉴요커의 사랑 (2004, Celeste in the City) - 카일 역
- 해롤드와 쿠마 (2004)
- Standing Still (2005)
- 베이컨시 (2007)
- 이글 아이 (2008)
- 오즈의 마법사: 그레이트 매직 (2012)
- 더 게스트 (2014)
- 레이트 페이시스: 늑대의 저주 (2014)
- 퍼스트 맨 (2018) - 피트 콘래드 역
- 분노의 추격자 (2022)

### 텔레비전
- 제시카의 추리극장 (1994-95)
- 헤라클레스 (1998) - 목소리
- 배트맨 비욘드 (1999-2000) - 목소리
- 겟 리얼 (2000)
- 넘버스 (2005)
- 마스터즈 오브 호러 (2005)
- 뉴욕 특수수사대 (2006)
- 브라더후드 (2006-08)
- 피어 잇셀프 (2009)
- 하우스 (2010)
- 페어리 리갈 (2011)
- CSI: 마이애미 (2011)
- 체인지 디바 (2012)
- 그레이 아나토미 (2012)
- 원스 어폰 어 타임 (2013)
- CSI: 과학수사대 (2014)
- 하와이 파이브-0 (2014)
- 워킹 데드 (2015)
- 그레이스 앤 프랭키 (2015-22)
- 트와일라잇 존: 환상특급 (2020)
- 스타걸 (2021)